# BEAUTIFUL DAYS (SPYAIRの曲)
『BEAUTIFUL DAYS』（ビューティフル・デイズ）は、SPYAIRの5枚目のシングル。2011年8月24日にSony Music Associated Recordsより発売された。

## 概要
前作『サムライハート (Some Like It Hot!!)』から約2か月半でのリリースとなるシングル。表題曲「BEAUTIFUL DAYS」は、日本テレビ系テレビドラマ『ドン★キホーテ』の主題歌として使用された。リリースは初回生産限定盤と通常盤の2形態で行われ、このうち初回生産限定盤には「BEAUTIFUL DAYS」のミュージック・ビデオを収録したDVDが同梱されている。
なお、「BEAUTIFUL DAYS」のミュージック・ビデオは埼玉県三郷市の高速道路で撮影された。

## 収録内容
| 全作詞: MOMIKEN、全編曲: SPYAIR。 |                                 |           |          |      |
| #                                 | タイトル                        | 作詞      | 作曲     | 時間 |
| 1.                                | 「BEAUTIFUL DAYS」              | MOMIKEN   | UZ       | 4:17 |
| 2.                                | 「リセット」                    | MOMIKEN   | UZ       | 3:19 |
| 3.                                | 「感情ディスコード」(Live ver.) | MOMIKEN   | IKE & UZ | 4:05 |
| 合計時間:                         | 合計時間:                       | 合計時間: | 11:41    |      |

| #  | タイトル                        | 作詞 | 作曲・編曲 |
| -- | ------------------------------- | ---- | ---------- |
| 1. | 「BEAUTIFUL DAYS」(Music Video) |      |            |

## 楽曲解説
1. BEAUTIFUL DAYS
  - 日本テレビ系土曜ドラマ『ドン★キホーテ』主題歌

『ドン★キホーテ』のために書き下ろされた[4]聞く者を爽やかで前向きな気持ちにさせるミディアム・バラード[5]。「幸せになることを考えて歩き続けていれば、きっと素晴らしい自分や世界に出会える[6]」というメッセージが込められており、Musicnetの大野貴史から「身体全体で声を発するような圧倒的なボーカルで、ポジティブかつストレートなメッセージを届けている[7]」と評された。
サウンド面では、イントロのドラムロールが印象的[8]だが、KENTAはレコーディングの際、ドラムロールだけで2時間ほどかかったと発言している[9]。
2. リセット
頑張りすぎている女性に向けて「肩の力を抜いて」というメッセージを込めた[9]開放的なロックナンバー[7]。
3. 感情ディスコード (Live ver.)
2ndインディーズシングル表題曲のライブ音源[7]。

## チャート成績
「BEAUTIFUL DAYS」はCD発売に先駆けて着うた配信を開始し、レコチョクのデイリー着うたフルランキングで初登場2位を記録した。
オリコンチャートのCDシングル週間ランキングでは、2011年9月5日付のランキングで初登場34位を記録した。またYahoo!ミュージックの総合ランキングでは、8月30日付のデイリーランキングで1位を獲得している。

## 収録アルバム
| 曲名           | 収録アルバム          | 発売日         | 備考                                  |
| -------------- | --------------------- | -------------- | ------------------------------------- |
| BEAUTIFUL DAYS | 『Rockin' the World』 | 2011年9月21日  | 1stスタジオ・アルバム                 |
| BEAUTIFUL DAYS | 『BEST』              | 2014年11月26日 | 1stベスト・アルバム                   |
| BEAUTIFUL DAYS | 『BEST OF THE BEST』  | 2021年8月11日  | 2ndベスト・アルバム                   |
| リセット       | 『Just Do It』        | 2012年9月19日  | 2ndスタジオ・アルバム 初回限定盤Bのみ |
| リセット       | 『BEST』              | 2014年11月26日 | 1stベスト・アルバム 初回限定盤Bのみ   |